# Avsa, Kobarid
Avsa este o localitate din comuna Kobarid, Slovenia, cu o populație de 37 de locuitori.